# Danmarks holme
Danmarks holme ist eine zu Schweden gehörende Insel im Stockholmer Schärengarten.

## Geografie
Sie liegt östlich des nördlichen Endes des Skurusundet, nur etwa 70 Meter vom Festland entfernt und gehört zur Gemeinde Nacka. Südwestlich befindet sich die Insel Sveriges holme. Nördlich der Insel verläuft die Passage von der Ostsee nach Stockholm. Danmarks holme (übersetzt: Dänemarks Insel, vgl. Holm) umfasst 9 885 m² und erstreckt sich von Norden nach Süden über etwa 140 Meter und von Westen nach Osten über ungefähr 110 Meter. Die Insel ist baumbestanden und mit sechs Wohnhäusern bebaut (drei feste Gebäude, drei Cottages) mit einer Gesamtwohnfläche von 350 m².

## Geschichte
Die Herkunft des Inselnamens ist nicht geklärt. Teilweise wird angenommen, dass die Dänen in den 1500er Jahren unter Führung von König Christian II die Insel während der Seeschlachten mit der schwedischen Flotte um Pohjankuru belagert haben. Eine Veröffentlichung aus dem 17. Jahrhundert nennt die kleine Insel Dane, auf einer Karte 1724 heißt sie Dannemarck. Die Insel ist seit dem 17. Jahrhundert bewohnt.

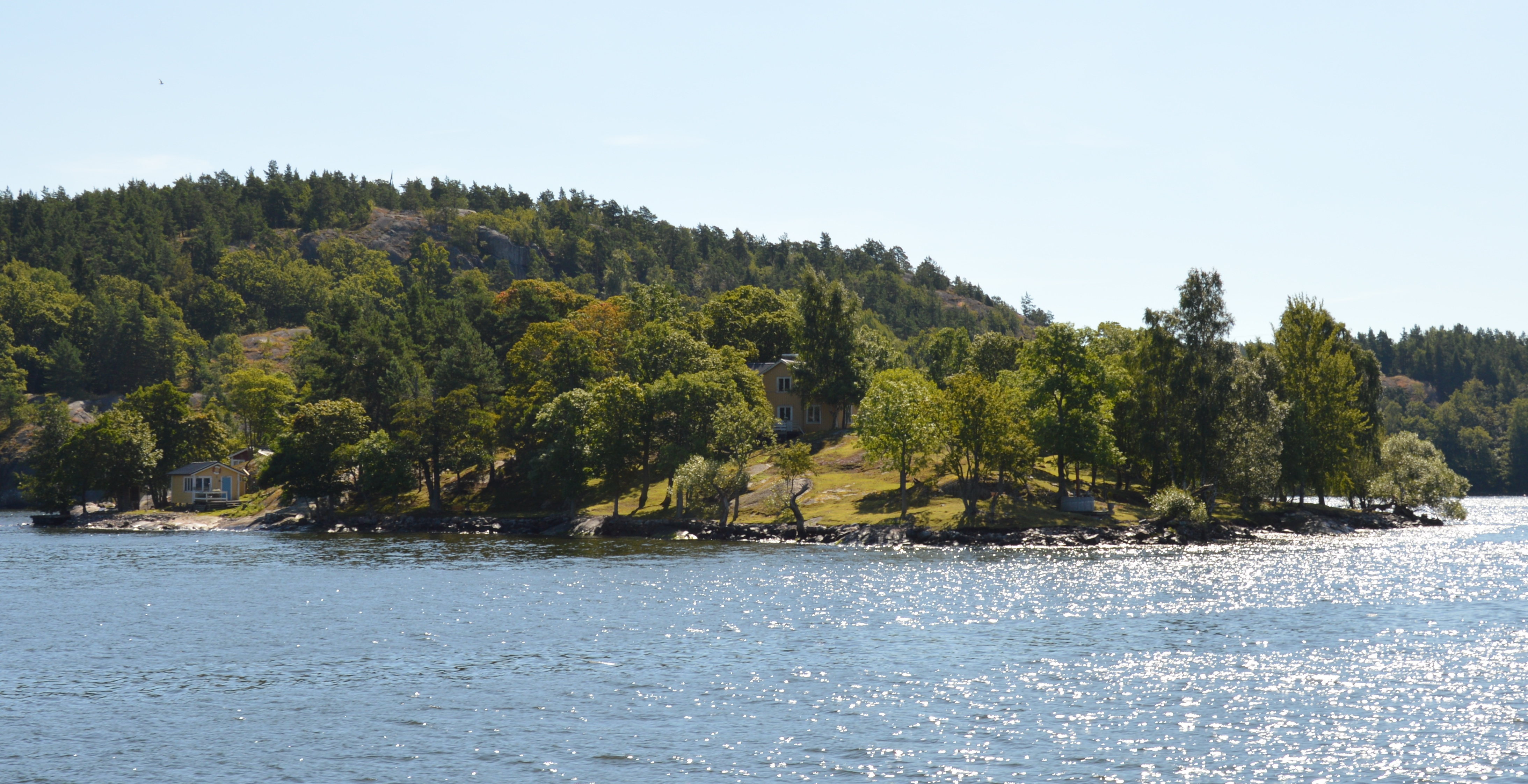
Danmarks holme, Blick auf das Nordufer

Nordwestlich der Insel liegt das Wrack eines gesunkenen Schiffes. Im Jahr 2015 stand die Insel für 65 Millionen Schwedische Kronen zum Verkauf.